# べしゃり暮らし
『べしゃり暮らし』は、森田まさのりによる日本の漫画。『週刊少年ジャンプ』（集英社）にて2005年44号から2006年30号まで連載され（28話まで）、『赤マルジャンプ』（同）2006SUMMERの掲載を経て（29話）、『週刊ヤングジャンプ』（同）で2007年7号から月2回連載として再開（30話以降）、2009年30号（81話）より隔週連載となり、2012年32号（138話）より不定期集中連載となり、2015年28号を最後に完結扱いとして連載休止となり、TVドラマ化に伴って2019年31号から2019年41号まで10号連続集中連載として連載再開された。
同作の原点として2004年に『週刊ヤングジャンプ』（同）に2週連続で掲載された読切『柴犬』、プロトタイプとして『週刊少年ジャンプ』2005年5・6合併号に掲載された読切『スベルヲイトワズ』がある。

## 概要
「学園の爆笑王」を名乗る高校生・上妻圭右（あがつま けいすけ）がお笑い芸人を目指す姿を描く。
作者は、前作『ROOKIES』の第17巻の作者コメントで、お笑い芸人の松本人志（ダウンタウン）の大ファンであることを語り、「笑いとは何かを追求していく人の話を描きたいと思っている」「主人公の顔もタイトルも既にできている」と発言。その後、いくつかの習作を経て、それを形にしたのが本作品。作者は、本作の執筆前に吉本興業の芸人養成所であるNSCに入学して、お笑いの世界の内幕を実体験するなど、綿密な取材を行なっている。
しかし、作者が体調を崩して週刊ペースを維持できなくなり編集部に「マイペースで描きたい」という意向を伝えたため『週刊少年ジャンプ』での連載を終了。2007年から『週刊ヤングジャンプ』の不定期連載枠に移籍して連載再開、ほぼ2勤2休のペース（2週掲載して1週 - 2週休載した後、2週掲載するというスタンス、載らない号の巻末には休載の告知がある）で連載形態を経て、2009年6月より隔週連載に、さらに2012年7月より不定期集中連載へと移行した。森田はこの作品をきれいな形で大団円を迎えることを公言している。
登場人物名は『ROOKIES』同様、プロ野球の選手名と実在の芸人の名前から取られており、また作中に登場する人気芸人は設定等は全て作者の創作ながら、外見は実在する芸人がモデルとされており、連載を始めるにあたり松竹芸能のとある芸人の経歴、活動を取材して登場人物の下敷きにしている。
2008年7月には音声付き漫画VOMICとなり配信されている。
2019年7月27日から9月14日までテレビ朝日系「土曜ナイトドラマ」枠にて間宮祥太朗主演で実写ドラマ化された。

## 登場人物
担当声優はVOMIC版のもの。

### 吉竹高校
野球部が全国高校野球選手権大会・県予選決勝進出を果たし、放送部が、全国放送コンクールで映像部門で入賞をするなど、文武共に活気のある高校。主人公の上妻圭右などが通う。

#### きそばAT ⇒ べしゃり暮らし
主人公・上妻圭右と元・高校生漫才師の辻本潤のお笑いコンビ。実質的な初舞台は高校の文化祭。昼の放送などで培ったしゃべりの技術と、アドリブからの即興漫才をベースにしている。きそばATのATは「上妻、辻本のAとTからとった」と辻本が語っている。
養成学校入学に際して学費免除バトルに挑戦するために子安を迎え入れてトリオを結成、「べしゃり暮らし」に改称する。
上妻 圭右（あがつま けいすけ）
声 - 小野坂昌也
主人公。きそばATのボケ担当。人を笑わせることが大好きで、笑わせるためなら命がけで何でもやる、自称「学園の爆笑王」。
校内放送「圭右明浩のお昼だどっぴゅん大放送」で校内中の笑いをとっている。その中で校長のヅラ疑惑を取り上げて放送中止となるが、命より大事な髪の毛を刈って自分でカツラをかぶり謝罪した。転校してきた辻本を当初はライバル視するが、次第に認めるようになり、学園祭の漫才コンテストで辻本と「きそばAT（オートマティック）」というコンビを組む。得意のアドリブ漫才で大ウケし、審査員のプロ芸人からも満点を獲得するが、もう一人の審査員である校長が0点をつけたため優勝を逃す。しかしそこで「大勢の前でネタを披露してウケる楽しさ」に目覚め、芸人を目指す覚悟を固めた。
高3の秋、NMC（ニッポン漫才クラシック）にエントリーするが、その時点では「校内一」レベルに過ぎず、第1次予選でダダ滑りして敗退する。
ボケる際には関西弁になるが、ネイティブではないエセ関西弁なため、デジきんから封印を勧められる。圭右本人は認めようとしなかったが、忠告を藤川の遺言として受け止め、以後関西弁は使わないことに決める。一方で、先輩芸人達もうらやむ天然ボケである。自然と出る標準語のボケ、ツッコミ（何も考えずに発言するため、本人はボケ、ツッコミと捉えていないが）はプロの芸人たちも面白いと評し、中でもデジきんの金本から、間接的に「天才」と認められている。金本に対し、下ネタオンパレードの最悪のネタを臆することなく批評を求め、初舞台となる、文化祭でも緊張のかけらも見せないほど、度胸は満点。
るみねの楽屋に来るたび、分別なく色々やらかしてはつまみ出され、楽屋内の芸人のウケを取っている（その点については、相方の辻本も若干辟易している）。
蕎麦屋の客の入りが減った時期に意地を張って店を続け、母親に無理をさせて死なせたことを芸人のせいにした父・潔を責める一方、父親の仕事に誇りを持っており、父親の夢をけなした子安や父親の仕事を見ようとしなかった藤川球児のことを諭している。
辻本 潤（つじもと じゅん）
声 - うえだゆうじ
関西から圭右のクラスに転校してきた元芸人。きそばATのツッコミ、ネタ作り担当。おとなしめだが、気立ての良い性格をしている。学校では「元芸人」という経歴を出すつもりは全くなかったが、圭右とのお昼の放送で自然と乗せられて喋ってしまい、面白さが学内に知れ渡る。圭右に対しては、何かと笑いで張り合ってくることに疎んじていたが、次第に笑いの才能を認めるようになり、学園祭の漫才コンテストから、圭右と「きそばAT」というコンビを組んだ。
転校前、元相方・静代と「SHIZU-JUN（シズジュン）」というお笑いコンビを組んでいたが、静代のことを本気で好きになったため、お笑いを追究するゆえの本気の意見を静代にぶつけてお互い険悪になることを恐れ、そうなる前に別れようと何も言わずに勝手に上京。のちに静代が追いかけてきたが「SHIZU-JUN」を正式に解散した。「きそばAT」結成後も相方の圭右にはっきり意見をできない甘さを抱えている。
玉木が辻本のネタをパクり、文化祭で披露した際には、ロッテンマイヤーズの涌井から「ネタがめっちゃ面白い。」と言われるなど、ネタ作りに才能がある。母親は元芸人。父については「お笑いの仕事をしていた」ぐらいしか知らず、毎月10万は振り込まれていたものの、仕事ばかりで母が過労で倒れても看病に来なかったことから憎んでおり、売れて見返したいと思っている。

#### 吉竹高校生徒・関係者
子安 蒼太（こやす そうた）
声 - 粕谷雄太
お笑い好きの放送部員（機材担当）で圭右のよき理解者。
笑いのネタ作りに才能があり、デジタルきんぎょのラジオ番組のハガキ職人でもある。ラジオネームは「はにかみ工場長」。名前の由来はハニカム構造。
父親は万年予選落ちのプロゴルファー。その反動で教育ママのようになっている母親のために大学進学を目指していたが、圭右の説得により、お笑い作家になることを決めた。その後、第一志望の大学に合格し、大学と養成学校を掛け持ちで通うことを決意。家計のことを考え作家コースであるが、入学は学費免除バトルに出場するため、圭右、辻本とトリオ「べしゃり暮らし」を結成。芸人コースに入学し笑いの楽しさに目覚めるが、「しゃべらないの?」と言われるほどセリフが少なく、アドリブが最大の持ち味であった2人との笑いの違いを認識する。『上妻、辻本の友達』という立場に居た事に気づき、べしゃり暮らしを離れる。再び作家コースに戻り、大学の落研に入部。落語のネタ作りに挑戦。好評を得、『師匠』と呼ばれている。その後養成所で、学費免除バトルのゲスト出演であったのるのあーるの代役としての公演を最後に、べしゃり暮らしから完全に離れ、作家を目指すことを決意。暴走する圭右に対しては「圭右く…」と語尾が不明瞭になるのが癖。
土屋 奈々（つちや なな）
声 - 浅野真澄
圭右の同級生で放送部部長。下ネタが出る度に激怒して放送を強制終了する。圭右とは幼馴染みであり、小さい頃から店に出入りしては手伝うこともあった。「きそば上妻」の悲劇からお笑い嫌いだった時期があった。高校卒業後は、大学に進学。圭右とともに上島のラーメン屋でバイトをすることになった。
上妻 潔（あがつま きよし）
圭右の父親。「きそば上妻」という蕎麦屋を経営している。元々はお笑い好きで売れない芸人たちを支援していたが、食堂の常連客の漫才コンビ「ねずみ花火」の実名を出した食品衛生に関わる漫才で客足が止まり、自身は店を守るために残り、外に働きに出た妻が過労で死亡。この悲劇から自分の過失を否定するために（実際は名誉毀損罪の漫才をしたねずみ花火にも責任はある）芸人に憎しみを持つようになったが、心から憎みきれずにサインなどを帳場に隠していた。現在は遺恨を解消し、芸人を目指す圭右のことを陰ながら応援している。但し、きそば上妻という、芸人として売れなかった際の逃げ道があっては大成しないとの考えから、圭右の二束の草鞋は認めず、きそばATの”きそば”を名乗ることを禁止。しのぶと付き合っている根津を弟子にした。
上妻 しのぶ（あがつま しのぶ）
圭右の姉。父親の店で手伝いをしている。いつもコアラが描かれたエプロンをしている。幼き頃に母を亡くしたからか、かなりのしっかり者。店の手伝いの他に、圭右のお弁当なども作っている。元ねずみ花火の根津と付き合っており、ゴールインした。
辻本 仁美（つじもと ひとみ）
潤の母親。元芸人。東京出身だが、結婚して大阪に住むようになると憧れの関西弁に染まり、終始関西弁で話すようになる。非常に明るくひょうきんな性格。実は壮絶な半生を送っているが、そのことはおくびにも出さず明るく振舞い、日常的にボケをする（そして潤が辟易しながらツッコミをする）。
沢尻 ひとみと同様、連載1話目の冒頭の漫才にもネタとして登場している。
竹若 明浩（たけわか あきひろ）
声 - 岡本寛志
圭右の悪友で幼馴染み。校内放送「圭右明浩のお昼だどっぴゅん大放送」で圭右の相方を担当する放送部員。実家は理髪店を経営している。兄がおり、兄が店を継ぐつもりだが、自身も専門学校へ進学し、理容の資格を取得する予定。
杉内（すぎうち）
1年生の中では面白いと評判の生徒。実際はロッテンマイヤーズのギャグを連呼しているだけである。漫才コンテストで、玉木が自分で考えてきたネタを面白くないと評し、パクって来た辻本のネタを面白いと評するなど、ある程度のお笑いセンスはあるように思える。極度のあがり症で、舞台でネタを披露する前には常に吐き気を催す体質だが、一旦ウケてしまうと緊張が解け饒舌になるようである。玉木とコンビを組みコンテストで優勝。
沢尻 ひとみ（さわじり ひとみ）
お笑いマニアの2年生。圭右の好きなアイドル、松浦亜衣に似ている可愛らしい女の子。連載1話目の冒頭の漫才のネタに出てきた「ひとみちゃん」張本人。圭右に告白し、付き合うこととなったが、圭右の喋る関西弁に対する違和感を指摘したのがきっかけで交際は短期間で終了する。
校長
声 - 藤本たかひろ
圭右の学校の校長。カツラを着用している。自己顕示欲が非常に強く、この学校に自分の名前を残したいと考えているらしい。圭右の校内放送が気に食わず、自分のヅラ疑惑（本当にヅラである）がネタにされたことで激怒、放送中止にした。文化祭の漫才コンクールでは、きそばATが全校生徒に好評、ロッテンマイヤーズも満点をつける中、一人、圭右に0点をつけている。
矢田
声 - 安井絵里
圭右のクラスの担任。愛嬌のある女性教師。お笑いが大好きで、笑いの仕組みも理解しており、圭右らのボケを咎めるどころか、積極的にネタを振ったり、圭右らの笑いが発揮できる場を提供してくれたりする。ただし少し天然なところもある。

#### フェイク
梅垣と玉木のコンビ。漫才と動きのギャグで学費免除に失敗するがそれなりについていっている。
梅垣 望（うめがき のぞむ）
声 - 鈴木賢
圭右の同級生。天然パーマに髭、デブでいわゆるブサイクキャラ。圭右が漫才コンテストで出オチ狙いでコンビ結成を持ちかけた。圭右の下ネタコントが嫌で拒否し続けた。その後、玉木と養成学校へ入学する事を決意。卒業後はニップレスのマネージャーになる。
玉木 春馬（たまき はるま）
声 - 高橋剛
イケメンで、なおかつ頭も良く、スポーツもこなす完璧な男子として、かつては女子にモテモテの存在だった。しかし、奈々に告白し振られたのをきっかけに、腹いせに圭右らに数回嫌がらせをする（濡れ衣、音声ケーブル切断）など、卑劣な一面が露になる。さらに最近は女子にモテなくなってきており、その原因を「笑いの要素が足りないから」と自己分析。学園祭の漫才コンテストに、1年生の杉内と「STROKE OF FATE」（ストローク・オブ・フェイト）のコンビ名で出場し、きそばATのネタをパクって優勝。コンビ名はよくFATEをFAKEに間違えられる。抱かれたい芸人を目指し、梅垣と「フェイク」というコンビを結成し、YACに入学するが、女性がまったくおらず、落胆する。

### お笑い芸人・関係者
個性あふれる芸人や構成作家が登場。作中に出てきたヨシムラは、正式名称吉村芸能株式会社といい、デジタルきんぎょ、ロッテンマイヤーズ、構成作家の下柳などが所属している。

#### デジタルきんぎょ
金本と藤川の人気お笑いコンビ。通称「デジきん」。辻本を「SHIZU-JUN」時代から可愛がっている。
以前は「エプロンパパ」のコンビ名でデビューしていたが、初舞台で問題を起こしてしまいその場で事務所を解雇され、一度解散。後にデジきんとして再結成した。互いにピンの仕事をしていた時期を乗り越えて爆発的に売れたが同時に関係が悪化し、リハーサルを別々にやったりプライベートでは一切しゃべらなくなったりしていたところ、「楽しんでお笑いをやれ」という圭右の影響もあって関係は修復された。
金本 浩史（かねもと こうじ）
デジきんのボケ、ネタ作り担当。しゃべり、切り返しが格別にうまく、笑いに対してのこだわりがある。相方の藤川やロッテンの炭谷からも才能があると認められるほど笑いの才能に長けている。カメラが回ると顔が変わる。
その才能に目をつけられ、藤川より先にピンでの仕事を増やし、早くも芸人として飯を食えるようになる。
普段は物静かでとっつきにくい印象があるが、売れない後輩に対し、パシリに使う一方お釣りを恵んだりと、無愛想ながらも気遣っている。辻本の才能には最初から目をかけ、よく可愛がり相談に乗っていたが、辻本が新相方として紹介した圭右に対しては当初「学校一のおもしろ人間」に過ぎないという低い評価だった。しかし、圭右が辻本に言った「もっと楽しんでお笑いをやれ」という言葉に気づきを得たことで圭右への評価は向上。NMC予選で自信を失った圭右に自分の若い頃を重ね合わせ、復活のためのヒントを与えた。さらにその後、圭右が「笑いを取ろうと意識してない場面」において天然で爆笑が取れる姿を目の当たりにし「ナメてた」「ホンマのド天然の天才」と評価をさらに上げ、特に目をかけるようになる。
自分だけに仕事が来ることに対して藤川を気遣っていたが、逆境をバネにスキルアップした藤川に自分の書いたネタを壊され、関係がこじれた。後に殴り合いの大喧嘩の末、和解。従来よりも漫才の質が上がった。お笑いの道に入ったきっかけを藤川との漫才が楽しかったからだと語り、面と向かっては言わないが藤川のことを誰よりも認めていた。
藤川が亡くなった後もお笑いの仕事を続けることを決め、ついに「カネモトーク」という冠番組を持つまでになった。
藤川 則夫（ふじかわ のりお）
デジきんのツッコミ担当。声を張ったパワフルなツッコミが持ち味。金本とは対照的に、誰からも慕われる愛想のいい人物である。ロッテン涌井と仲が良い。圭右の事を気にかけ、「関西弁を使うな」と諭す。
かつてはネタ中にセリフを噛んだりと、いまいち芸人として華のない人物だった。早くに結婚しており生活の安定を求める心理から、才能に秀で、自由に笑いを追求する金本を立てるようになってしまう。しかし本当は自分も純粋に笑いを求めたいという気持ちがあり、当時のマネージャーから「引き立て役」と言われたことを発端として、細身の金本に対し自分は太ると決意。キャラ作りも熱心に行い、一人舞台で腕を磨いていった。おかげでセリフを噛むこともなくなり、アドリブ力も身に付けるが、それが裏目に出て金本のネタをめちゃめちゃにしてしまい二人は不仲に。また、芸風として妻を面白おかしくネタにしたため、妻自身は理解してくれたものの幼い息子からは嫌われるようになる。しかし、辻本に向けた圭右の言葉をきっかけに金本とは和解し、父親の本気の漫才を生で見た息子からも見直されるに至る。
酔うと全裸になる癖がある。その悪癖は関係者なら誰もが知る事で特にとがめる者もいなかったが、NMC決勝進出が決定したその夜、浮かれるあまり雪の降り積もる屋外で全裸のまま寝てしまい、翌日、帰らぬ人となった。

#### お笑いBIG3
1980年代の漫才ブーム時から活躍を続け、現在、実力・名声ともにトップの3人が、後輩たちから畏敬の念を込めてこう呼ばれている。
金田しげお（かねだしげお）
BIG3の中でも最年長。豪快な性格で人望も厚く、多くの後輩芸人を弟子として抱え込んでいる。
榎本兆治（えのもとちょうじ）
伝説のコント師、中田喜八の弟子。自身が大御所になった今でも月一回の独演会など精力的にこなす。温厚な性格で人望も厚いが、厳しく当たることができないという理由で弟子は採っていない。しかし中田喜八の息子たちのコンビ「ぷりんす」には特に目をかけている。
稲尾潤三（いなおじゅんぞう）
1980年代の漫才ブーム時に「テレビジョン」というコンビで一世風靡する。笑いに関しては断トツで天才肌だが、気難しい上に気性が激しく、周囲からは恐れられている。若い頃はそれに加えて独善的な振る舞いも目立ち、相方の啓示から解散を言い渡され、それに関連して取った行動がとある男の人生を大きく狂わせることとなった。

#### その他芸人・関係者
ねずみ花火
根津と花田のお笑いコンビ。10年程前に「きそば上妻」で潔に可愛がられていた若手芸人達のうちの2人。帳場にサイン色紙掲示を認められるという潔のお墨付きをもらった際に、「きそば上妻」のことをネタにする許可をもらう。潔は快諾したがネタの内容は店が不潔だとこき下ろす内容（そもそもこんな店員がいたとか、店をこき下ろす毒舌漫才が芸風だった。）で、ウケは取ったものの「きそば上妻」の客足は遠のき、圭右の母親が亡くなる遠因となった。
母親の訃報に他の芸人達と駆けつけたが、それまで自分たちのネタが「きそば上妻」にどのような影響を及ぼしていたのか全く知らずにおり、その際の一言で潔の怒りが爆発することになる。しかし、そのことがきっかけで二人は後悔し、外食店をネタにすることはやめたが、コンビ解散まで引きずることになった。またルックスがよく女性人気が高いためプレイボーイという噂が立っていた根津のイメージを、自虐的に茶化すネタを取り入れるものの、お笑い関係者からは毒舌にセーブがかかっていることも含め「守りに入った」と評される。
ねずみ花火時代は喋りが上手く華のある根津がコンビを引っ張っているように見えたが、実はネタを書いているブレインは花田のほうである。
根津は現在しのぶと付き合っているが、前述した自虐ネタやネットの悪質な書き込み、さらに元上司の久保田のせいで女関係では良い噂が聞かれなかった（そのことで誤解を受け、圭右に殴られたこともある）。一度だけ週刊誌に捨てられた女性によるリーク記事が載ったが、これも根津の知らないうちに会社が別れさせたものである。ねずみ花火解散後はドサ回りで営業をしていたが、ピンでの限界を感じ引退してイタリアンコックの話があったが、潔の弟子に。
花田は引き続き毒舌だが、途中でグダグダになり、ラップをやめるラッパーキャラ「MCフラワー」でブレイクするが、単独ライブのチケットが売れていない現状。また毒舌ネタを扱う際も、前述の事件もあるため、本当に態度の悪い店員をこき下ろすネタしか使わないなど細心の注意を払っており、プライベートでも飲食店の悪口を言う客に対して注意している。普段も口が悪いが、実際には相方想いで涙もろい性格。
後日、自分達のけじめを付けるためにも二人揃って｢きそば上妻｣に訪れ、謝罪した。また｢MCフラワー｣の単独ライブで急遽ねずみ花火を再結成し、正式解散ライブと根津がしのぶにプロポーズをした。
サボテンミサイル
圭右にデジきんと間違えて覚えられていた。NMC決勝進出コンビであり、NMC王者に輝く。
短編作品『柴犬』にも同名のお笑いコンビが登場し、井川と矢野になっていたが、『べしゃり暮らし』では長身で長髪のツッコミ担当が千賀、背が低く眼鏡をかけたボケ担当が菊池となっている。
ロッテンマイヤーズ
炭谷と涌井のお笑いコンビ。NMC決勝進出コンビ。炭谷は気難しい性格であり、才能がある人物を嫌っている（彼なりにその相手を評価している証拠であるが）。涌井は人当たりの良い人物で、あだ名では「ワックィー」。「おしりっぴょーん」という芸が一世風靡した。
るのあーる
上原裕也と梵健太のお笑いコンビ。あるあるネタにボケの梵がキレ、それに対しツッコミの上原が共感するように叫ぶという漫才スタイル。「あるあるあーるのるのあーる」というネタ間のブリッジが有名。現在も養成所在学中だが、オーディション番組で子供にウケたところ、それにテレビ局が目をつけ、有名となる。それでも不安を覚え、YACにスタッフとして残る。
圭右はブリッジ主体の芸風が気に入らないからか、NMC一回戦での自分の失態を梵に馬鹿にされた個人的恨みからか、るのあーるを嫌っていたがNMC2回戦にてYCAのライバルから妨害を受けた際に「これからのお笑い界をしょって立つほどような面白いやつら」と話しているのを聞いてからは敬意を示すようになった。
上原は江草はるかを始めいろいろな女性と遊んでいる。はるかをレイプしようとした際、岩隈に殴られ、入院した。
一方梵は真面目な性格で、両親を火事で失い、真保という小さな妹を養っている。収入がなかなか増えず、先輩芸人のサインをネットで売っていた。自分に笑いの才能がないことを自認しており、「子供用にネタのレベルを抑えている」と吹聴したりと、周囲にそれがバレてしまうことを恐れていた。しかし自身のもつ天然ボケは金本をはじめとした先輩芸人から認められており、番組の仕切りもうまいと認められている、悪態付きながらもべしゃり暮らしを認めており、辻本がスランプに陥りNMC三回戦で敗退した話を立ち聞きしていた時は悲しげな表情をみせていた。
ワラッテーナ
桜井と狩野のお笑いコンビ。NMCの予選会場から桜井が出てきた際、一緒に出てきた圭右がパーカーのフードを被っていたために出待ちの女の子達に相方の狩野と間違われサインを求められた。
弾丸メタル
お笑いコンビ。NMCに出場、決勝進出する。コンビ名の由来は弾丸ジャッキー+瞬間メタルであり、2人の見た目もそれぞれのメンバーである武田テキサスと前田ばっこーに似通っている。
アライバタ
新井と井端の漫才コンビ。芸人のたまり場だった時のきそば上妻に入り浸っていた。現在は引退している。新井は圭右と潔の間を取り持ったり、圭右のねずみ花火に対する誤解を解こうとするなど、作中において重要な役割を果たしている。
下柳（しもやなぎ）
構成作家。「笑いの門」などの番組を手掛けている。デジきん藤川から「シモ」と呼ばれている。デジきんや藤川の嫁とは学生時代からの同級生。
野村（のむら）
芸人養成所YCA(ヨシムラコミックアカデミー)の講師。若い頃はアポロンズというコンビを組んでいたがとある理由で解散。芸人自体を辞め、作家に転向した。常にサングラスを掛け、強面で口調も荒いが、指導は的確で、生徒を見る目もフェアである。
本家爆笑王（ほんけばくしょうおう）
構成作家。「デジタルきんぎょの真夜中ラジオ」等を手掛けている。藤川が帰らぬ人となった日の翌日、生放送の「真夜中ラジオ」で金本の気持ちを察し、金本がその性格上内へため込んでいた藤川への思いを「言えばいいよ」と促した。YCAの講師も務めており、笑いの構造について的確な指導をする。普段は温厚な喋り方だが、生徒がだめなときは容赦なく厳しく当たる。呼称は「本爆さん」。
名前の由来は構成作家の元祖爆笑王（元爆さん）。
藤川 尚美（ふじかわ なほみ）
デジきん藤川の嫁。口癖は「死んだらええねん」。藤川との間に球児という息子を授かっている。
葛城（かつらぎ）
ヨシムラの社員。若かりし頃のデジきんのマネージャーだったが、現在では地位がかなり上がっているようである。ヨシムラという会社が利益を得るためにはどうすればよいかという観点で芸人の売り方を決めていくため、芸人の立場からすると不本意で、人格を傷つけるようなプロモーションを平然と展開する。
矢野（やの）
現在のデジきんのマネージャー。気弱な性格。
名前の由来は矢野燿大。
久保田はるみ（くぼた はるみ）
ねずみ花火の上司で正力舎のNo.2。ねずみ花火に目を掛け、芸を磨かせるため、根津の彼女をあの手この手で別れさせていたが、実際は根津を公私混同で好きだったため。
関本（せきもと）
上妻のアパートの隣人。上妻の部屋には芸人志望が入居しては挫折するジンクスのある部屋だったと説明する。お笑いに造詣が深く、それ以降はネタ見せに立ち会ってもらっている。

### YCAの仲間
ヨシムラコミックアカデミー（お笑い養成所）の同期生ら。

#### げんこつロデオ
岩隈と内川のコンビ。オーソドックスなしゃべくり漫才。大阪で高校生漫才コンテストで優勝したエリート漫才コンビ。岩隈が学費免除バトルの最中、はるかを襲ったるのあーるの上原に対し暴行を加え、YCAを辞め、NMCでブレイクを目指す。NMC後はオフィスしげお所属となるが、色々と問題を起こしているらしい。京都出身。
岩隈 将大（いわくま まさひろ）
「げんこつロデオ」のツッコミ。上妻とニップレスのはるかからは「マーくん」と呼ばれている。上妻とYCAの面接で殴りあい、上妻をライバル視するようになるが、それなりに上妻を認めているようで飲みに誘ったりしている。講師陣からの「真面目な奴が報われる」という発言に対し「面白ければいい」と真っ向から反発している。ガールズバーのホステスでバイトしていたはるかに通いつめ、はるかを襲った上原を殴り倒した。はるかとはお互い恋愛感情らしきものは持っている様子。
内川 修一（うちかわ しゅういち）
岩隈の相方。「げんこつロデオ」のボケ。岩隈と対照的にべしゃり暮らしに対しクールに徹する。対人関係も面倒にしていたが、岩隈とはウマが合いコンビを結成した。岩隈が起こすトラブルには基本的に不介入であったが、岩隈の上原への暴行事件の際はYCAへの不満から自らYCAのスタッフを殴り、岩隈にYCAを辞めるよう提案した。

#### 見切り発車
北川、堀内、成瀬のトリオ。堀内と成瀬のコントに北川が効果音を加えることで、独自のスタイルを確立し、学費免除バトルで優勝候補に挙げられるなど一目置かれる存在となった。
北川 千尋（きたがわ ちひろ）
YCAの同期。親はパイロットという金持ち。根っからのいじめられっ子で、中性的な顔立ち。「天才」と言えるほど機械音のものまねがうまく、いつも周りは機械が動いているのかと勘違いされる。堀内からYCAに誘われ、トリオ「見切り発車」を結成。子安と大学の同級生。対人恐怖症ともいえる極度の人見知りだったが、マスクをする事で克服した。
堀内 泰示（ほりうち たいし）
千尋と高校、大学、YCAの同期。いじめを助ける振りをして不良を誘導し、千尋から金を巻き上げていた。YCAに入ったあとは、千尋を見限ろうとしたが、上妻に脅され、渋々「見切り発車」のメンバーに。YCAに千尋の金で入り、その金で当分遊び暮らそうとしていた。
成瀬 智也（なるせ ともや）
見切り発車のメンバー。筋肉質で、ボタンを飛ばすのが得意。温厚な性格。真面目な性格で北川を切ろうとした堀内に反抗し、北川を見下した堀内を殴った。

#### ニップレス
ネタは飛び抜けていないが話術が素晴らしいと評され、本家爆笑王からも「売れなきゃな」との評価を得ている。
学費免除バトル優勝コンビ。
鳥谷 静代（とりたに しずよ）
辻本の元相方。お笑いコンビ「SHIZU-JUN」を組んでいたが、辻本が何も言わずに勝手に上京し、彼を追うためにデジきんの藤川とともに大阪から東京にやってきたが正式に解散を告げられる。現在は、江草はるかと「ニップレス」というコンビを組んで活動中。辻本の後を追うようにYCAに入学し、学費免除バトルで優勝する。
江草 はるか（えぐさ はるか）
静代の「ニップレス」としての相方。静代と共に上京してYCAに入学。芸能界への足掛かりの意識があったが、芸人活動を続けるうちにお笑いを続けたいと思うようになる。恋人のるのあーるの上原（と本人は思っていたが、上原の数多い女性関係の一人）との交際で学費免除バトルへの出場権を獲得。実際は他コンビが解散して出場を取り消したことによる繰り上げだったが、その事で鳥谷と一時不仲になり、解散の危機を迎えたものの仲直りして学費免除バトルでは優勝を収める。その後、自分を襲った上原に対して「日本一いい女になってやる」と宣言。「日本一いい女」を手に入れるために芸人になった上原はちょくちょくちょっかいを出すが、相手にされなくなった。

#### フリーバイト
能見康友、野原俊介のコンビ。ピンで「TENGU」として活動しつつ相方を探していた能見に、中学時代からの友人同士で組んでいたトリオ「キューブリック」を方向性の違いにより解散した野原が声をかけて結成した。コンビ名の由来は『flea bite(蚤の噛み痕)』＝能見の噛み痕、という意味で、能見を天才役者だと評する野原からの提案による。

## コミックス
ヤングジャンプ・コミックスで全20巻が発売されている。一度はジャンプコミックスで3巻まで発売されたが、新装版が発売されてからは既刊リストから外されている。また、週刊ヤングジャンプ増刊「べしゃり暮らし総集編 全部入り」が2007年1月16日に発売されており、あとがきとして移籍に至った経緯が記されている。
- 森田まさのり 『べしゃり暮らし』 集英社〈ヤングジャンプ・コミックス〉、既刊20巻（2019年9月19日現在）
  1. 「学園の爆笑王」2007年5月23日第1刷発行（5月18日発売[集 1]）、ISBN 978-4-08-877274-5
  2. 「辻本祭りが始まる」2007年6月24日第1刷発行（6月19日発売[集 2]）、ISBN 978-4-08-877284-4
  3. 「きそばAT」2007年7月24日第1刷発行（7月19日発売[集 3]）、ISBN 978-4-08-877290-5
  4. 「裸の爆笑王」2007年8月22日第1刷発行（8月17日発売[集 4]）、ISBN 978-4-08-877307-0
  5. 「ド天然」2008年1月23日第1刷発行（1月18日発売[集 5]）、ISBN 978-4-08-877384-1
  6. 「しあわせのしるし」2008年6月24日第1刷発行（6月19日発売[集 6]）、ISBN 978-4-08-877466-4
  7. 「真夜中心中」2008年11月24日第1刷発行（11月19日発売[集 7]）、ISBN 978-4-08-877543-2
  8. 「陽春遠く」2009年4月22日第1刷発行（4月17日発売[集 8]）、ISBN 978-4-08-877629-3
  9. 「桜の前に」2009年11月24日第1刷発行（11月19日発売[集 9]）、ISBN 978-4-08-877759-7
  10. 「相方選びも芸のうち」2010年5月24日第1刷発行（5月19日発売[集 10]）、ISBN 978-4-08-877855-6
  11. 「ネタ見せ」2010年11月24日第1刷発行（11月19日発売[集 11]）、ISBN 978-4-08-879061-9
  12. 「FACTORY」2011年5月24日第1刷発行（5月19日発売[集 12]）、ISBN 978-4-08-879143-2
  13. 「笑顔のために」2011年11月23日第1刷発行（11月18日発売[集 13]）、ISBN 978-4-08-879226-2
  14. 「虚勢」2012年7月24日第1刷発行（7月19日発売[集 14]）、ISBN 978-4-08-879332-0
  15. 「おかんの祈り」2013年3月24日第1刷発行（3月19日発売[集 15]）、ISBN 978-4-08-879536-2
  16. 「蛤 -ハマグリ-」2013年10月23日第1刷発行（10月18日発売[集 16]）、ISBN 978-4-08-879667-3
  17. 「忘却の人」2014年7月23日第1刷発行（7月18日発売[集 17]）、ISBN 978-4-08-879868-4
  18. 「家族の肖像」2015年3月24日第1刷発行（3月19日発売[集 18]）、ISBN 978-4-08-890133-6
  19. 「お前を笑わす」2015年7月22日第1刷発行（7月17日発売[集 19]）、ISBN 978-4-08-890223-4
  20. 「笑いの空」2019年9月24日第1刷発行（9月19日発売[集 20]）、ISBN 978-4-08-891369-8

## 『赤マルジャンプ』掲載に至った経緯
29話の『赤マルジャンプ』掲載は、当初の予定にはなかったものである。
作者によると、「『週刊少年ジャンプ』での連載中断を自身で決めた際にあらかじめ28話で区切りを付けることを決めていたものの、話が膨らんでまとめられなかったために急遽執筆したもの」であることが「全部入り」のあとがきで明かされている。

## テレビドラマ
2019年7月27日から9月14日までテレビ朝日系「土曜ナイトドラマ」で放送されていたテレビドラマ。主演は間宮祥太朗。

### キャスト
- 上妻圭右 - 間宮祥太朗（幼少期：篠原湊大）
- 辻本潤 - 渡辺大知[3]
- 子安蒼太 - 矢本悠馬[4]
- 鳥谷静代 - 小芝風花[5]
- 金本浩史 - 駿河太郎[6]
- 藤川則夫 - 尾上寛之[6]
- 上妻しのぶ - 徳永えり[7]
- 上妻潔 - 寺島進[7]
- 上妻美津子 - 篠原ゆき子[7]
- 土屋奈々 - 堀田真由[8]（幼少期：堰沢結愛）
- 望月ひかり - 中川知香[8]
- 江草はるか - 柳ゆり菜[8]
- 竹若明浩 - 長田成哉[8]
- 梅垣望 - 前田航基[8]
- 梵健太 - 浅香航大[9]
- 上原裕也 - 早乙女友貴[9]
- 玉木春馬 - 伊藤あさひ[10]
- 杉内副嗣 - 小園凌央[10]
- 水原昇 - 田山涼成[10]
- 矢田愛梨 - 伊藤ゆみ[10]
- 根津孝介 - 田中幸太朗[11]
- 花田稔 - 駒木根隆介[11]
- 下柳輝弘 - 波岡一喜
- 本家爆笑王 - 山口祥行
- 新井嘉男 - 石井智也
- 葛城 - 冨家規政
- 子安りえ - 氏家恵
- 久保田はるみ - 遊井亮子
- 御園生薫 - 阿南健治
- 藤川尚美 - 黒坂真美
- 藤川球児 - 中村研人[12]
- 岩隈将大 - 岡本智礼
- 内川修一 - 坂口涼太郎
- 北川千尋 - Daichi
- 成瀬智也 - 菅原健
- 堀内泰示 - 國島直希
- 子安雅史 - 久松信美
- 岡本美里 - 小宮有紗

### スタッフ
- 原作 - 森田まさのり 『べしゃり暮らし』（集英社）
- 脚本・企画協力 - 徳永富彦
- 脚本協力 - 下亜友美
- 演出 - 劇団ひとり
- 音楽 - 髙見優、信澤宣明
- 撮影 - 小林元
- 照明 - 加藤賢也
- 美術 - 福澤勝広
- 録音 - 下元徹
- 編集 - 大畑英亮
- スクリプター - 坂本希代子
- 助監督 - 山本亮
- VFXスーパーバイザー - 鹿角剛
- 製作担当 - 百々勲
- ラインプロデューサー - 林周治、吉崎秀一
- 制作管理 - 角田朝雄
- オープニングテーマ - Creepy Nuts「板の上の魔物」[13]
- 主題歌 - B'z「きみとなら」[14]
- 漫才監修 - ヤマザキモータース、小林知之（火災報知器）
- 漫才協力 - 太田プロダクション
- ゼネラルプロデューサー - 三輪祐見子（テレビ朝日）
- プロデューサー - 浜田壮瑛（テレビ朝日）、土田真通（東映）、髙木敬太（東映）
- 制作 - テレビ朝日、東映

### 放送日程
| 話数   | 放送日  | ラテ欄                                                                     |
| ------ | ------- | -------------------------------------------------------------------------- |
| 第1話  | 7月27日 | 劇団ひとり連ドラ初演出!! 笑いと涙の熱き青春ドラマ開幕!! 本気の漫才は必見!! |
| 第2話  | 8月03日 | 人気芸人の衝撃過去 涙のラストステージ!! 芸人に一番大切な事…                |
| 第3話  | 8月10日 | 初舞台で解散危機!? 誰も笑ってくれない…救いは1枚のDVD!?                     |
| 第4話  | 8月17日 | 姉と元芸人が禁断愛 愛か!? 夢か!? 現実か!? 迫られる人生の選択…              |
| 第5話  | 8月24日 | 人気芸人の仰天過去 目指せ!! 漫才日本一!! 衝撃ラストを見逃すな              |
| 第6話  | 8月31日 | 相方との突然の別れ!! 想いは伝えなあかん…生ラジオで涙の叫び!!               |
| 第7話  | 9月07日 | 今夜ついに最終章!! 波乱のお笑い養成所…涙と笑いの3人漫才!?                  |
| 最終話 | 9月14日 | 今夜ついに最終回!! 主人公コンビが解散!? 漫才バトルに衝撃結末               |

### 関連商品
- べしゃり暮らし DVD BOX（2020年1月17日発売、エイベックス・ピクチャーズ）[16]

| テレビ朝日 土曜ナイトドラマ（第2期）    | テレビ朝日 土曜ナイトドラマ（第2期）       | テレビ朝日 土曜ナイトドラマ（第2期）                    |
| 前番組                                  | 番組名                                     | 次番組                                                  |
| --------------------------------------- | ------------------------------------------ | ------------------------------------------------------- |
| 東京独身男子 （2019年4月13日 - 6月8日） | べしゃり暮らし （2019年7月27日 - 9月14日） | おっさんずラブ-in the sky- （2019年11月2日 - 12月21日） |